# Dererk Pardon
Dererk Davonte Pardon (Cleveland, Ohio, 1 de octubre de 1996) es un jugador de baloncesto estadounidense que pertenece a la plantilla del New Zealand Breakers de la NBL australiana. Con 2,03 metros de altura juega como ala-pívot.

## Trayectoria deportiva

### Universidad
Jugó durante cuatro temporadas con Wildcats de la Universidad del Noroeste. 

### Profesional
Tras no ser drafteado en 2019, disputó tres partidos de la liga de verano de la NBA en Las Vegas con Orlando Magic, antes de marcharse a Italia para debutar como profesional en las filas del Pallacanestro Reggiana de la liga italiana en los que jugó durante 21 partidos durante en la temporada 2019-20.
El 3 de marzo de 2020, rescinde su contrato con el club italiano.
El 4 de julio de 2021, firma por el  Hapoel Be'er Sheva B.C. de la Ligat Winner.
El 15 de junio de 2022, firma por New Zealand Breakers de la National Basketball League australiana.